# Sankt Gallen Bears 2019
Questa voce raccoglie le informazioni riguardanti i Sankt Gallen Bears nelle competizioni ufficiali della stagione 2019.

## Lega B 2019

### Stagione regolare
| 7 aprile 2019, ore 15:00 3ª giornata | Sankt Gallen Bears | 12 – 6 (d.t.s.) | Argovia Pirates |  |

| 13 aprile 2019, ore 15:00 4ª giornata | Sankt Gallen Bears | 3 – 28 | Bienna Jets |  |

| 22 aprile 2019, ore 14:00 5ª giornata | Thun Tigers | 28 – 0 | Sankt Gallen Bears |  |

| 27 aprile 2019, ore 15:00 6ª giornata | Sankt Gallen Bears | 27 – 0 | Geneva Whoppers |  |

| Plan-les-Ouates 5 maggio 2019, ore 14:00 7ª giornata | Geneva Whoppers | 20 – 3 | Sankt Gallen Bears | Centre sportif des Cherpines |

| 11 maggio 2019, ore 18:00 8ª giornata | Argovia Pirates | 21 – 6 | Sankt Gallen Bears |  |

| 25 maggio 2019, ore 18:00 10ª giornata | Bienna Jets | 28 – 9 | Sankt Gallen Bears |  |

| 8 giugno 2019, ore 15:00 12ª giornata | Sankt Gallen Bears | 0 – 22 | Zürich Renegades |  |

| Zurigo 16 giugno 2019, ore 14:00 13ª giornata | Zürich Renegades | 49 – 8 | Sankt Gallen Bears | Utogrund |

| 23 giugno 2019 14ª giornata | Sankt Gallen Bears | 6 – 24 | Thun Tigers |  |

## Statistiche di squadra
| Competizione      | %Vittorie | In casa | In casa | In casa | In casa | In casa | In casa | In trasferta | In trasferta | In trasferta | In trasferta | In trasferta | In trasferta | Totale | Totale | Totale | Totale | Totale | Totale |
| Competizione      | %Vittorie | G       | V       | N       | P       | Pf      | Ps      | G            | V            | N            | P            | Pf           | Ps           | G      | V      | N      | P      | Pf     | Ps     |
| ----------------- | --------- | ------- | ------- | ------- | ------- | ------- | ------- | ------------ | ------------ | ------------ | ------------ | ------------ | ------------ | ------ | ------ | ------ | ------ | ------ | ------ |
| Stagione regolare | .200      | 5       | 2       | 0       | 3       | 48      | 80      | 5            | 0            | 0            | 5            | 26           | 146          | 10     | 2      | 0      | 8      | 74     | 226    |
| Totale            | .200      | 5       | 2       | 0       | 3       | 48      | 80      | 5            | 0            | 0            | 5            | 26           | 146          | 10     | 2      | 0      | 8      | 74     | 226    |